# Зингер, Борис Александрович (Алтерович)
Бори́с Алекса́ндрович Зи́нгер — один из наиболее значимых и деятельных земских врачей Змиевского уезда Харьковской губернии Российской империи. Погиб 24 сентября 1922 года в Краснодаре от рук преступников.

## Биография
Место рождения Бориса Алтеровича неизвестно. Основным источником о деятельности Б. А. Зингера являются погодовые выпуски «Харьковского календаря». Выпуски XIX века сообщают отчество Алтерович. В выпусках XX века указывается отчество Александрович.
На 1896 год — участковый врач в слободе Волохов Яр Змиевского уезда (сейчас село Чугуевского района).
На 1902 год — надворный советник медицины, участковый врач в слободе Андреевка Змиевского уезда (сейчас посёлок Балаклейского района).
В 1903 году назначен уездным санитарным врачом.
В 1904 году назначен врачом Змиевской земской больницы.
В 1909 году получил чин коллежского советника медицины. Вошёл в Змиевской комитет Красного Креста.
В 1908—1917 годах — участковый врач в Змиеве, а также (по должности) Змиевской земской больницы и Змиевской женской Александровской прогимназии (гимназии).
В 1914 году, в связи с начавшейся Первой мировой войной, назначен главным врачом Змиевского госпиталя Всероссийского земского союза.
На 1926 год являлся членом союза «Медсантруд» Кубанского отдела.

## Семья
Женою Б. А. Зингера была Наталья Васильевна Зингер, с 1908 года работавшая в Змиевской земской больнице акушеркой. В 1905 году она купила дом в Змиеве по улице Покровской, 14 (в 1921 г. он был национализирован).
Его дочери, Елена и Лидия, в 1926 г. были слушательницами Кубанско-Черноморского мединститута.

## Его труды
Из найденных и установленных на сегодняшний день к трудам Б. А. Зингера относятся:
1. Зингер Б. А. Медикосанитарный отчёт по Змиевскому уезду за 1902 год. — Змиев, 1902. — Депонирован в Харьковской медицинской библиотеке, № 98342.
2. Медицинский отчёт по Змиевскому уезду за 1914 год / Сост. Б. А. Зингер. — Змиев : Типография М. Познера, 1915.

## Книги о нём
- Коловрат Ю. А. Краткий очерк истории медицины Змиевского уезда в земский период. 1865—1917 гг. — Змиев, 2011.
- Зміївський ліцей № 1 імені З. К. Слюсаренка. 140 років на освітянській ниві (1871—2011) / Під ред. Н. М. Комишанченко, Ю. А. Коловрата, Л. Б. Шамрай. — Зміїв, 2011.
- Парамонов А. Ф. Энциклопедия фамилий Харьковской губернии. — Х. : Харьковский частный музей городской усадьбы, 2011. — Кн. 1.